# MOL-Tatabánya KC
A MOL-Tatabánya KC (korábban Grundfos-Tatabánya KC, Tatabányai Sport Club, Tatabányai Bányász Sport Club, Tatabányai-Tatai Kézilabda Club, Tatabányai-Tatai Cserép Kézilabda Klub , Tatabánya Carbonex KC) egy profi kézilabdacsapat, amely négyszer nyert magyar bajnokságot, kétszer magyar kupát, és bejutott a hajdani KEK elődöntőjébe. A csapat székhelye Tatabánya.

## Névváltoztatások
- –1997: Tatabánya SC
- 1997–2002: Tatabánya-Tatai Cserép KC
- 2002–2012: Tatabánya Carbonex KC
- 2012–2022: Grundfos Tatabánya KC
- 2022– MOL-Tatabánya KC

## A csapat főtámogatói és mezszponzorai
| Időszak   | Mezgyártó | Főszponzor        |
| --------- | --------- | ----------------- |
| 2009–2011 | Jako      | Carbonex / Rottex |
| 2011–2013 | Jako      | Carbonex          |
| 2013–2022 | Jako      | Grundfos          |
| 2022–     | Jako      | MOL               |

## A csapat
A 2021-2022-es szezonban
- Vezetőedző:  Dragan Đukić
- Másodedző: Sibalin Jakab
- Fizikoterapeuta: Radnai Róbert
- Kapusedző: Porobic Haris
- Csapatorvos: Dr. Csőkör Zoltán

| Grundfos Tatabánya KC |               |                   |  |  |
| Mezszám               | Poszt         | Játékos           |  |  |
| 1                     | kapus         | Piotr Wyszomirski |  |  |
| 16                    | kapus         | Bartucz László    |  |  |
|                       |               |                   |  |  |
| 17                    | balszélső     | Sunajko Stefan    |  |  |
| 47                    | jobbszélső    | Hornyák Péter     |  |  |
| jobbszélső            | Hornyák Bence |                   |  |  |
|                       |               |                   |  |  |
| 4                     | beálló        | Bognár Nándor     |  |  |
| 15                    | beálló        | Darko Stojnic     |  |  |
| beálló                | Aleksei Ushal |                   |  |  |
| 19                    | jobbátlövő    | Balogh Zsolt      |  |  |
| 27                    | jobbátlövő    | Ancsin Gábor      |  |  |
| 29                    | balátlövő     | Zdolik Bence      |  |  |
| 24                    | balátlövő     | Lukas Urban       |  |  |
| 7                     | irányító      | Juhász Ádám       |  |  |
| 22                    | irányító      | Győri Mátyás      |  |  |
|                       |               |                   |  |  |

## A Tatabánya fontosabb nemzetközi kupaellenfelei
| Szezon    | Kupa típusa | Kör         | Nemzetiség          | Klub                | Továbbjutó                    |
| --------- | ----------- | ----------- | ------------------- | ------------------- | ----------------------------- |
| 1978-1979 | KEK         | Elődöntő    | Németország         | Gummersbach         | Gummersbach                   |
| 1979-1980 | BEK         | Negyeddöntő | Csehszlovákia       | Dukla Praha         | Dukla Praha                   |
| 1980-1981 | BEK         | 1. kör      | Törökország         | Besiktas            | Tatabányai Bányász Sport Club |
| 1980-1981 | BEK         | 2. kör      | Izland              | Vikingur Rejkyavík  | Vikingur Rejkyavík            |
| 1980-1981 | BEK         | 3. kör      | NSZK                | Großwaldstadt       | Großwaldstadt                 |
| 1981-1982 | EHF-kupa    | 1. kör      | Németország         | SC Leipzig          | SC Leipzig                    |
| 1982-1983 | EHF-kupa    | 1. kör      | Svédország          | Ystad               | Tatabányai Bányász Sport Club |
| 1982-1983 | EHF-kupa    | 2. kör      | Izland              | Hafnafjardar        | Tatabányai Bányász Sport Club |
| 1988-1989 | EHF-kupa    | 1. kör      | Csehszlovákia       | Dukla Praha         | Dukla Praha                   |
| 2004-2005 | EHF-kupa    | 1. kör      | Luxemburg           | HB Esch             | Tatabánya Carbonex KC         |
| 2004-2005 | EHF-kupa    | 2. kör      | Franciaország       | US Dunkerque HB     | US Dunkerque HB               |
| 2005-2006 | EHF-kupa    | 1. kör      | Fehéroroszország    | SKA Minsk           | Tatabánya Carbonex KC         |
| 2005-2006 | EHF-kupa    | 2. kör      | Svájc               | Wacker Thun         | Wacker Thun                   |
| 2010-2011 | EHF-kupa    | 3. kör      | Bosznia-Hercegovina | RK Borac Banja Luka | Tatabánya Carbonex KC         |
| 2013–2014 | EHF-kupa    | 2. kör      | Svédország          | Lugi HF             | Lugi HF                       |
| 2014–2015 | EHF-kupa    | 2. kör      | Oroszország         | St. Petersburg HC   | St. Petersburg HC             |

## Szurkolók

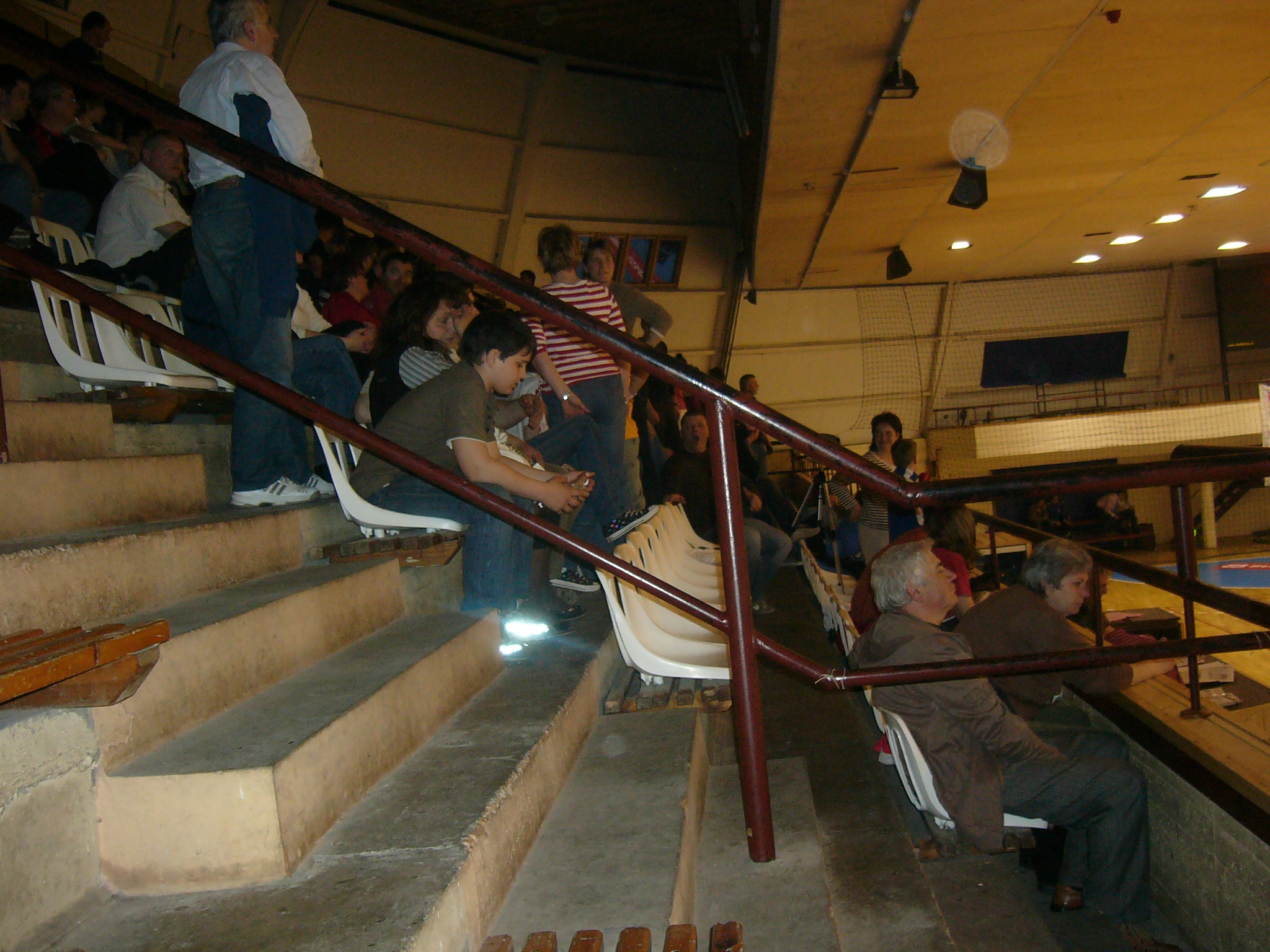
A csapat szurkolói

A tatabányai Földi Imre sportcsarnok 1000 férőhelyes, de ha a Grundfos Tatabánya KC játszik itt mérkőzést, az arénában mindig telt ház van.

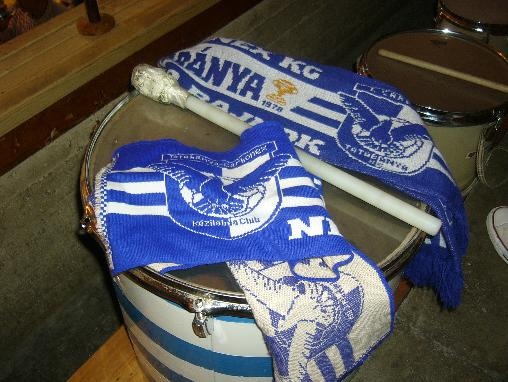
A vezérszurkolók dobjai
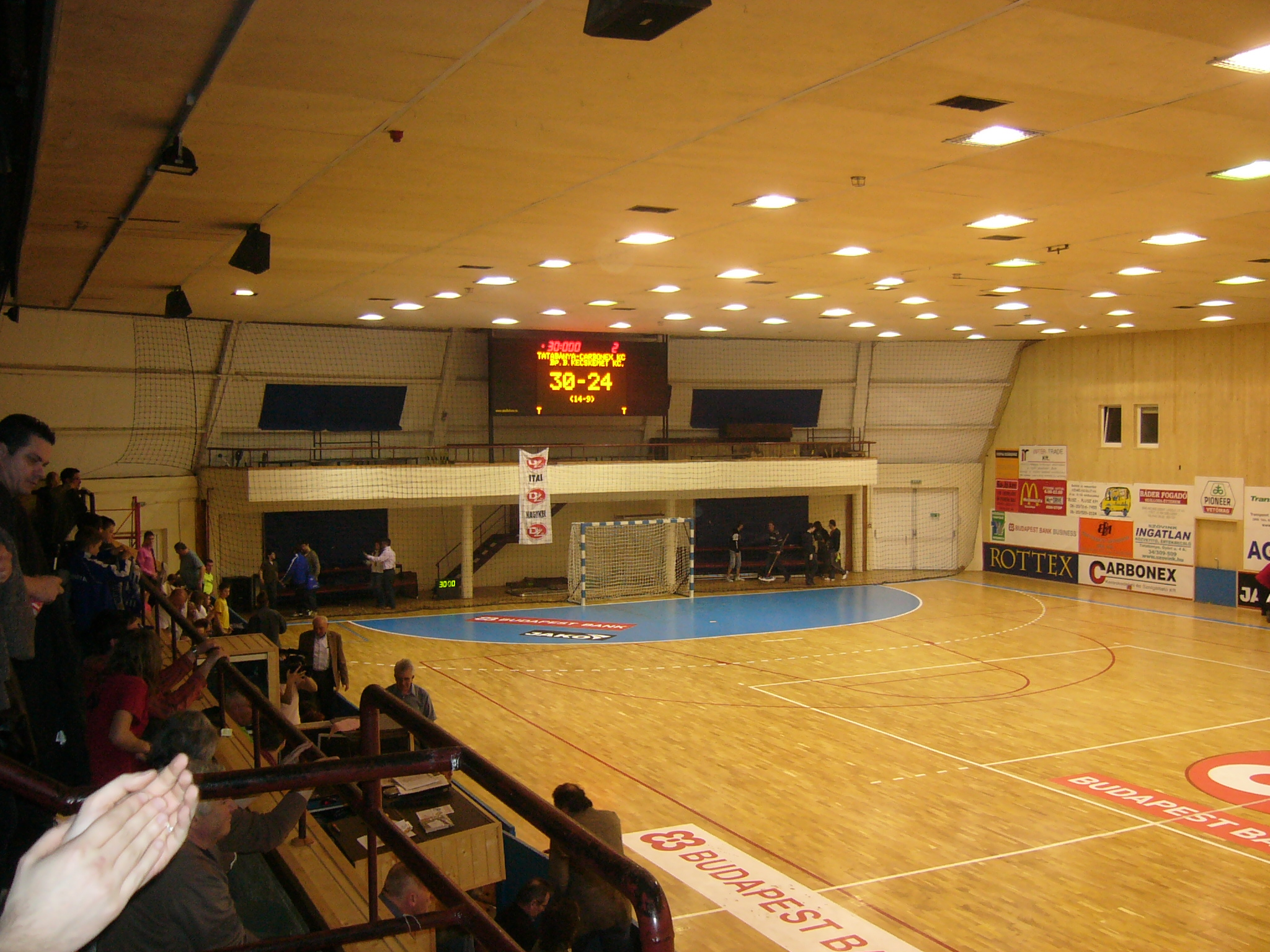
A Földi Imre Sportcsarnok belülről

## A Földi Imre Sportcsarnok

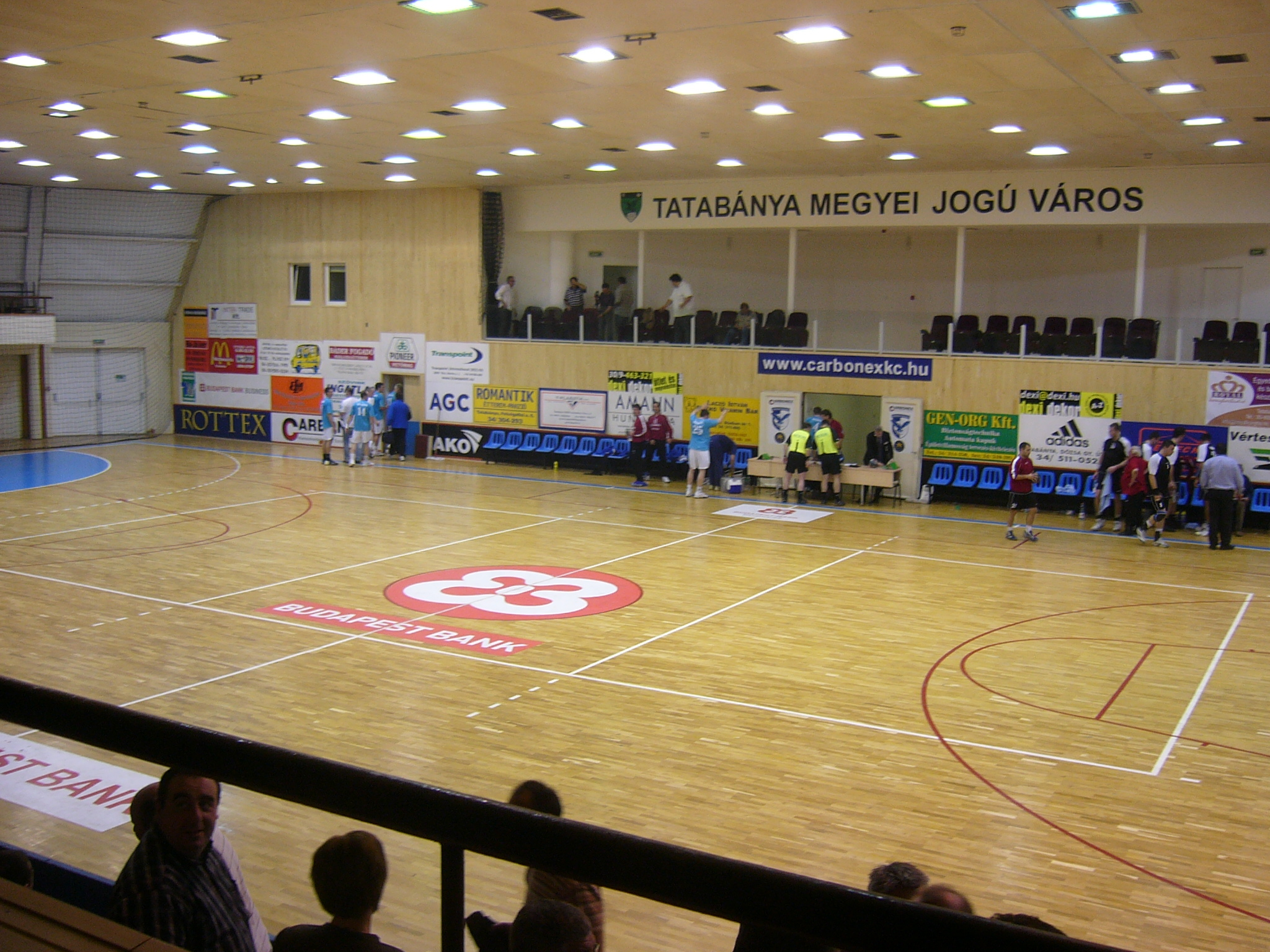
A Földi Imre Sportcsarnok VIP-páholya

A Grundfos Tatabánya KC sportcsarnokát 2007-ben újították fel. A Földi Imre Sportcsarnok 2009-től a Nemzet Sportolója címet kiérdemlő, Földi Imre nevét viseli. A létesítmény 1000 férőhelyes,;eredményjelző táblával és VIP-páhollyal is rendelkezik.

## Sikerei
Négyszeres magyar bajnok : 1974, 1978, 1979, 1984
Kétszeres Magyar-Kupa győztes : 1969, 1977
KEK elődöntős, (1978)
BEK negyeddöntős, (1977)

## Külső hivatkozások
- A klub hivatalos oldala magyarul
- EHF-Kupa statisztikák angolul
- A csapat hivatalos Facebook oldala